# Sentimento (EP Valerio Scanu)
Sentimento è il primo EP del cantante italiano Valerio Scanu, pubblicato il 10 aprile 2009 dalla EMI.

## Descrizione
Nell'EP sono contenute sei tracce, alcune presentate nel talent show Amici di Maria De Filippi stagione 2008/2009. Can't Stop (entrato nella Top Singoli alla 19ª posizione) e Domani sono contenute anche nella compilation Scialla.
Dall'EP due sono i singoli estratti: Sentimento, in rotazione radiofonica dal 3 aprile 2009 e che ha raggiunto la vetta della Top Singoli, e Dopo di me, scritto da Malika Ayane, in rotazione radiofonica dal maggio 2009 (che raggiunge la nona posizione della Top Singoli). Da quest'ultimo singolo è stato pubblicato il primo video musicale in carriera di Scanu.

## Tracce
1. Sentimento – 4:12 (testo: Alessandra Dini – musica: Andrea Del Principe)
2. All That You Know – 4:17 (Steven Mccutcheon, Wayne Anthony Hector)
3. Lontano – 3:00 (testo: Tizianablu – musica: Marco D'Angelo, Massimo Calabrese, Marco Rinalduzzi)
4. Dopo di me – 3:55 (testo: Malika Ayane – musica: Fernando Arnò)
5. Can't Stop – 3:30 (Daniel Alan Gautreau, Adam Stuart Argyle)
6. Domani – 3:45 (Federica Camba, Daniele Coro)

## Classifiche
| Classifica (2009) | Posizione massima |
| ----------------- | ----------------- |
| Italia            | 3                 |